# Serrasalmus neveriensis
Serrasalmus neveriensis ist eine Sägesalmlerart aus dem tropischen Südamerika. Der Artzusatz neveriensis bezieht sich auf den venezolanischen Küstenfluss Río Neveri, in dem diese Art vorkommt.

## Beschreibung
Serrasalmus neveriensis erreicht eine maximale Körperlänge von 18 cm SL. Der Körper ist hochrückig, der Kopf robust mit wenig spitzer Schnauze. Das Profil vor der Rückenflosse (prädorsal) ist S-förmig bei Jungtieren und leicht S-förmig bei adulten Tieren. Der Rücken ist dunkel, die Bauchregion bei adulten Tieren gelb oder orangefarben und bei Jungtieren silberfarben. Auf dem Körper befinden sich große Flecken, die zum Bauch hin kleiner werden. Hinter den Kiemenöffnungen befindet sich ein großer Schulterfleck. Die Iris ist gelb.
Die farblose Rückenflosse (Dorsale) wird von zwei ungeteilten und von 14 geteilten Flossenstrahlen gestützt. Die Afterflosse (Anale) ist im vorderen Bereich meist dunkelgelb, der Rest gelblich oder orange mit schwarzem freien oder terminalen Rand. Das hintere Drittel der Schwanzflosse ist schwarz. Die Brustflossen (Pectorale) sind bei adulten Tieren leicht rötlich, bei juvenilen Tieren farblos durchsichtig (hyalin). Die Bauchflossen (Ventrale) sind farblos durchsichtig.
Die Schuppen von Serrasalmus neveriensis sind zahlreich und klein, die Anzahl entlang der Seitenlinie beträgt gewöhnlich 73 (70 bis 75). Vor dem Beginn der Ventrale (Bauchflossen) befinden sich gewöhnlich 24 (20 bis 26) Abdominalzähne (Serrae), nach der Ventrale 9 (8 bis 10). Ein präanaler Stachelstrahl ist vorhanden. Die Kiemenreusendornen sind kurz und an der Basis breit. Das Ectopterygoid ist mit 4 bis 7 kräftigen Zähnen besetzt.

## Verbreitung
Serrasalmus neveriensis kommt in Südamerika in Venezuela vor. Dort ist Serrasalmus neveriensis nur aus zwei kleinen Küstenflussgebieten, dem Rio Tui und dem Rio Neveri (Gebiet Cuenca del Caribe), bekannt. Damit ist Serrasalmus nethiensis die einzige Art der Gattung, die in einem karibischen Einzugsgebiet natürlich vorkommt. Typuslokalität ist der Rio Querecual, ein Zufluss des Rio Neveri im venezolanischen Bundesstaat Anzoátegui.